# داریا (پویانمایی)
داریا (به انگلیسی: Daria) یک پویانمایی کمدی بزرگسالان آمریکایی است که توسط گلن آیچلر و سوزی لوئیس لین ساخته شده‌است. این سریال از ۳ مارس ۱۹۹۷ تا ۲۱ ژانویه ۲۰۰۲ در ام‌تی‌وی پخش می‌شد.
داریا یک اسپین آف از مجموعه پویانمایی پیشین مایک جاج، به نام بیویس و بات‌هد است که در آن داریا شخصیتی از پویانمایی پیشین است. اگرچه جادج به داریا اجازه داد تا در یک اسپین آف مستقل بازی کند، اما خود جادج هیچ دخالتی در ساخت داریا نداشت، زیرا مشغول کار روی پادشاه تپه بود.
در ژوئن ۲۰۱۹، ام‌تی‌وی یک سری اسپین‌آف انیمیشن داریا را به نام جودی (در اصل داریا و جودی) رونمایی کرد که تریسی راس صداپیشگی شخصیت اصلی را بر عهده داشت و تهیه‌کننده اجرایی نیز بود. ام‌تی‌وی این سریال را به عنوان نخستین سریال از چند پویانمایی اسپین آف پیش‌بینی شده داریا معرفی کرد. در ژوئن ۲۰۲۰، کمدی سنترال اعلام کرد که مجموعه اسپین آف‌هایی را همراه با بیویس و بات-هد انتخاب کرده‌است.

## پیش‌ساخت

شخصیت‌های اصلی سریال

سریال به «داریا مورگندوفرفر» (با صداپیشگی تریسی گراندستاف)، یک دختر نوجوان باهوش، تندخو و تا حدی مردم‌ستیز/خلوت‌گزین به همراه بهترین دوستش، هنرمند بااستعداد جین لین، و جهان‌بینی آنها می‌پردازد. داستان در شهری تخیلی و حومه‌ای در آمریکا به نام لوندل می‌گذرد و درونمایه طنز از زندگی دبیرستانی دارد که پر از کنایه و انتقاد از فرهنگ عامه و طبقات اجتماعی است. داریا به‌عنوان قهرمانی که همنام سریال هم هست، در بیشتر صحنه‌ها با خانواده‌اش (مادرش هلن، پدرش جیک و خواهر کوچکترش کوین) و یا جین ظاهر می‌شود. داستان در دوران دبیرستان داریا اتفاق می‌افتد و با فارغ‌التحصیلی و پذیرش او در دانشگاه به پایان می‌رسد. مکان اصلی مورد استفاده برای نمایش (خارج از خانه مورگندوفر) دبیرستان لواندل، یک مؤسسه آموزشی عمومی پر از شخصیت‌های رنگارنگ و ناکارآمد، است.

## ساخت
هیچ شخصیت دیگری از سریال‌های بیویس و بات-هد در داریا نمی‌آیند و تنها اشاره مستقیم به آنها در تبلیغات پویانمایی است. گلن آیکلر در مصاحبه ای که پس از پخش سریال انجام شد، توضیح داد:
B&B شخصیت‌های بسیار قوی، با نوع خاصی از طنز و هوادارن بسیار وفادار بودند، و البته بلافاصله قابل‌شناسایی بودند. من احساس کردم که ارجاع آنها در داریا، در حالی که ما در تلاش برای ایجاد شخصیت‌های نو و نوع دیگری از طنز بودیم، خطر ایجاد توقعات کاذب و ناامیدی در بینندگان را در پی خواهد داشت - که می‌توانست منجر به واکنش منفی نسبت به نمایش جدید شود؛ بنابراین ما از ارجاع به B&B در آغاز کار خودداری کردیم، و زمانی که نمایش جدید پایه‌گذاری شد، واقعاً نیازی به بازگشت به نمایش پیشین وجود نداشت.
در فیلم تلویزیونی آیا هنوز پاییز است؟، چندین چهره مشهور صدای مهمان را ارائه کردند. کارسون دالی، مجری برنامه، نقش معلم تابستانی کوین، خواننده زن پاپ پانک، بیف ناکد، نقش همدم کمپ هنری جین، و دیو گرول، نوازنده راک، نقش میزبان کمپ هنری پرمدعا جین را بازی کرد. چندین آهنگ از گروه فو فایترز (که گرول سردسته آن است) در این سریال پخش شد.

## قسمت‌ها
65 قسمت از داریا ساخته شده که شامل پنج فصل است که هر کدام دارای سیزده قسمت است. این سریال ابتدا با یک اپیزود آزمایشی با عنوان «مهر و موم شده با یک لگد» وارد فرایند ساخت شد. فصل نخست میان ۳ مارس و ۲۱ ژوئیه ۱۹۹۷ پخش شد، در حالی که فصل دوم از ۱۶ فوریه تا ۲ اوت ۱۹۹۸ پخش شد. فصل سوم از ۱۷ فوریه تا ۱۸ اوت ۱۹۹۹ نمایش داده شد. فصل چهارم از ۲۵ فوریه تا ۲ اوت ۲۰۰۰ و در نهایت فصل پنجم بین ۱۹ فوریه تا ۲۵ ژوئن ۲۰۰۱.
این مجموعه همچنین شامل دو فیلم بلند تلویزیونی است. نخست، آیا هنوز پاییز است؟، که بین فصل‌های چهار و پنج پخش شد و زندگی شخصیت‌ها را در تعطیلات تابستان دنبال می‌کرد و فیلم دوم، آیا هنوز دانشگاه است؟، که پس از فصل پنجم ساخته شد و پایان رسمی سریال بود.

## بازخورد
داریا در آغاز با بازخوردهای مثبتی روبرو شد و جان جی اوکانر از نیویورک تایمز در مارس ۱۹۹۷ نوشت: «تا آنجا که به ام‌تی‌وی و بیویس و بات-هد مربوط می‌شود، داریا انفجار یک هوای تازه است.» داریا در طول اجرای خود همچنان بازخوردهای مثبتی دریافت می‌کرد و یکی از بهترین برنامه‌های ام‌تی‌وی بود که مدیر شبکه، ون تافلر، این شخصیت را «نماینده‌ای خوب از ام‌تی‌وی، هوشمند اما خرابکار» می‌دانست.

## پس‌آمد
در سال ۲۰۰۲، تی‌وی گاید داریا را در رتبه ۴۱ در فهرست «۵۰ شخصیت برتر کارتونی تمام دوران» قرار داد. در دسامبر ۲۰۱۳، روزنامه بریتانیایی دیلی تلگراف، داریا را در فهرست «بهترین شخصیت‌های کارتونی زن» قرار داد.
در آوریل ۲۰۱۷، به مناسبت بیستمین سالگرد سریال، با سوزی لوئیس، یکی از آفرینندگان سریال، و کارن دیشر، طراح شخصیت، توسط مجله اینترتینمنت ویکلی تماس گرفته شد تا زندگی شخصیت‌های اصلی را ۲۰ سال پس از وقایع سریال بازسازی کنند. در طول آن مصاحبه، لوئیس اعتراف کرد که «دوست دارد داریا را به تلویزیون بازگرداند».

### کتاب‌ها
- نیکول، پگی. پایگاه داده داریا، MTV، ۱۹۹۸.شابک ‎۰-۶۷۱-۰۲۵۹۶-۱
- برنشتاین، آن دی.. خاطرات داریا، ام تی وی، ۱۹۹۸.شابک ‎۰−۶۷۱−۰۱۷۰۹−۸شابک 0-671-01709-8

### نرم‌افزارها
- برنامه‌ریز زندگی بیمار و غمگین داریا (۱۹۹۹)
- جهنم داریا (۲۰۰۰)